# يتشين
يتشين (بالتشيكية: Jičín)‏ هي بلدة في إقليم هرادتس كرالوفه في جمهورية التشيك، وهي مركز مقاطعة يتشين.
يبلغ عدد سكان هذه البلدة 16,426 حسب إحصاء في سنة 2006.

## معرض صور

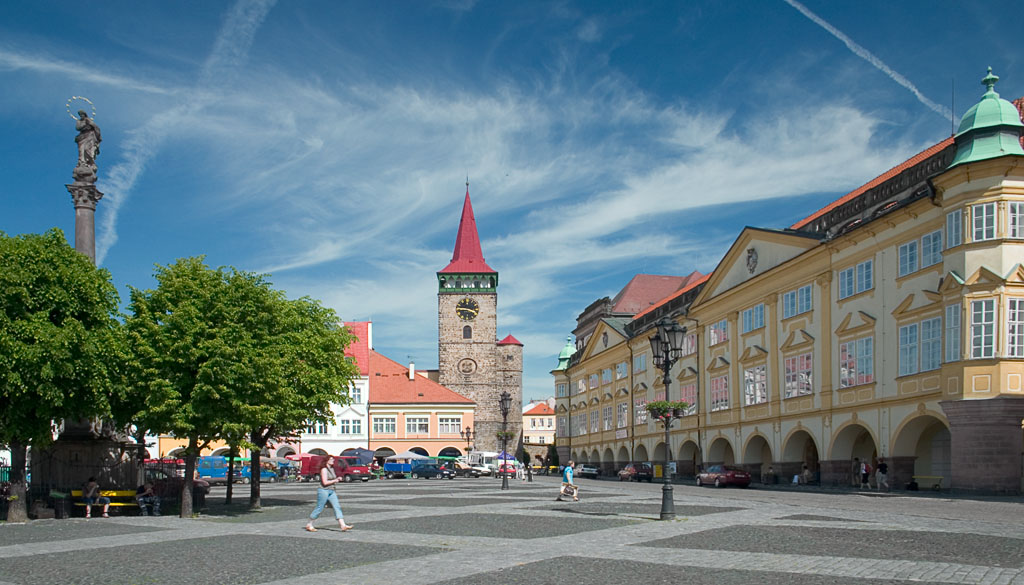
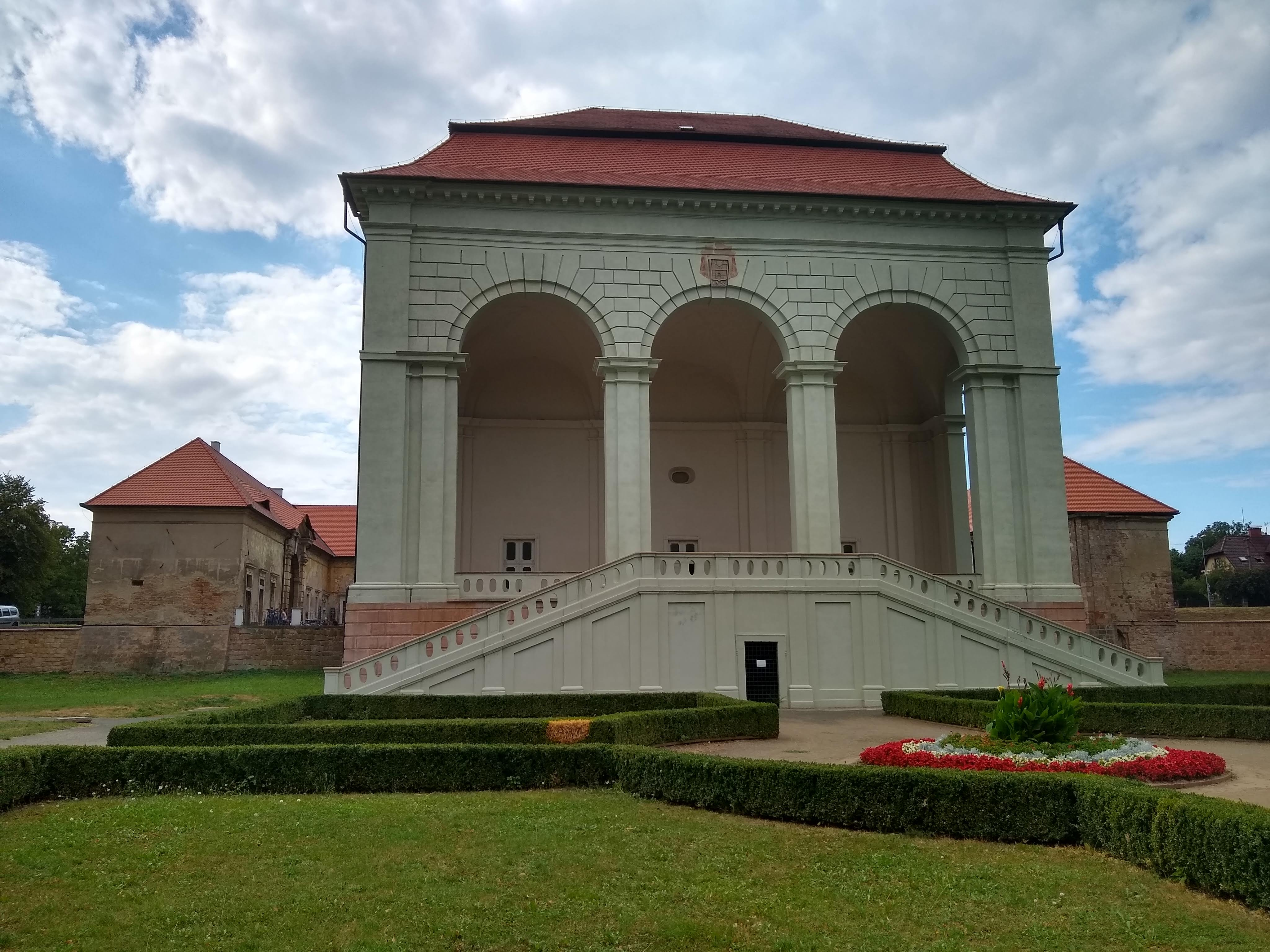
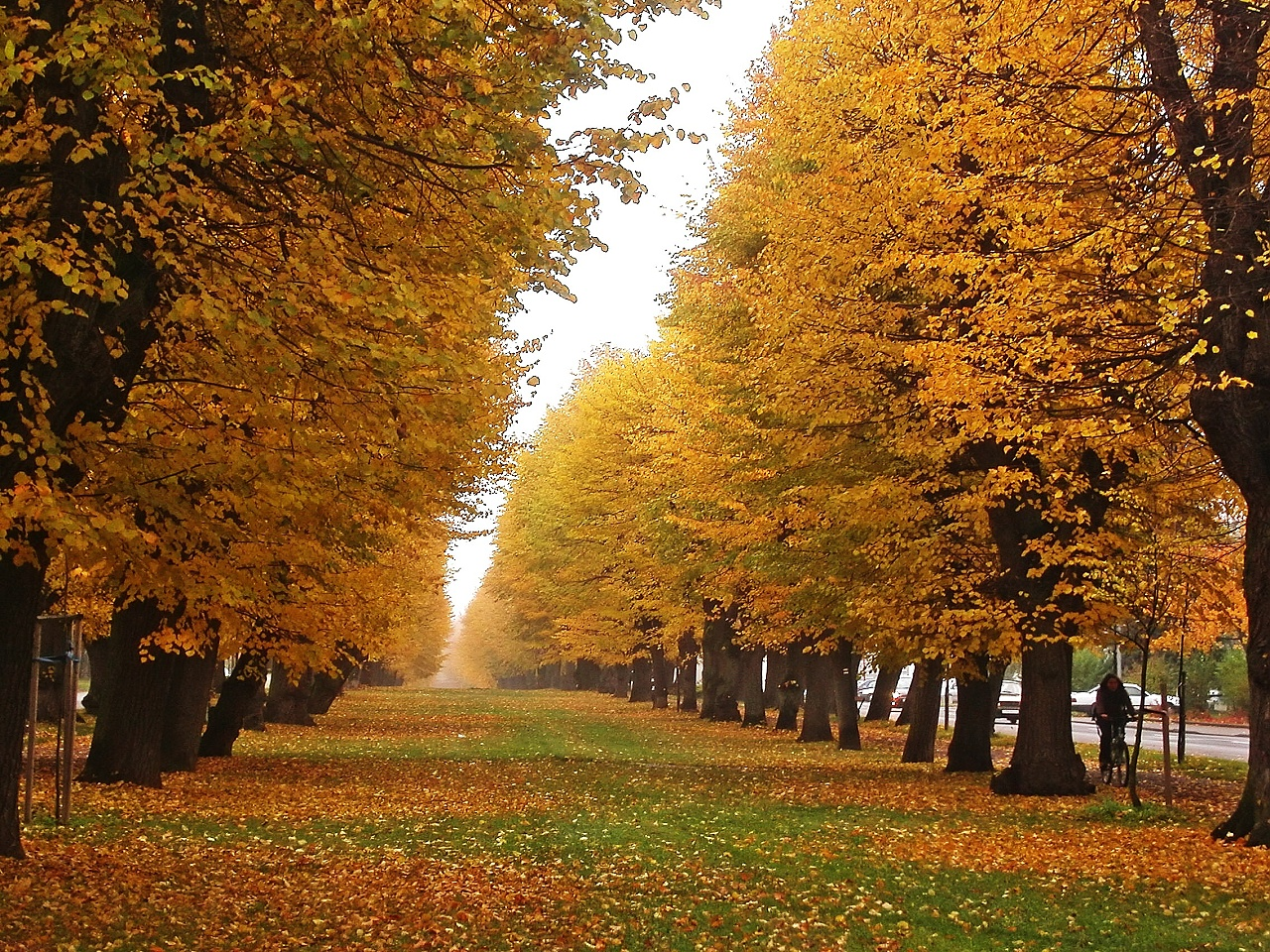
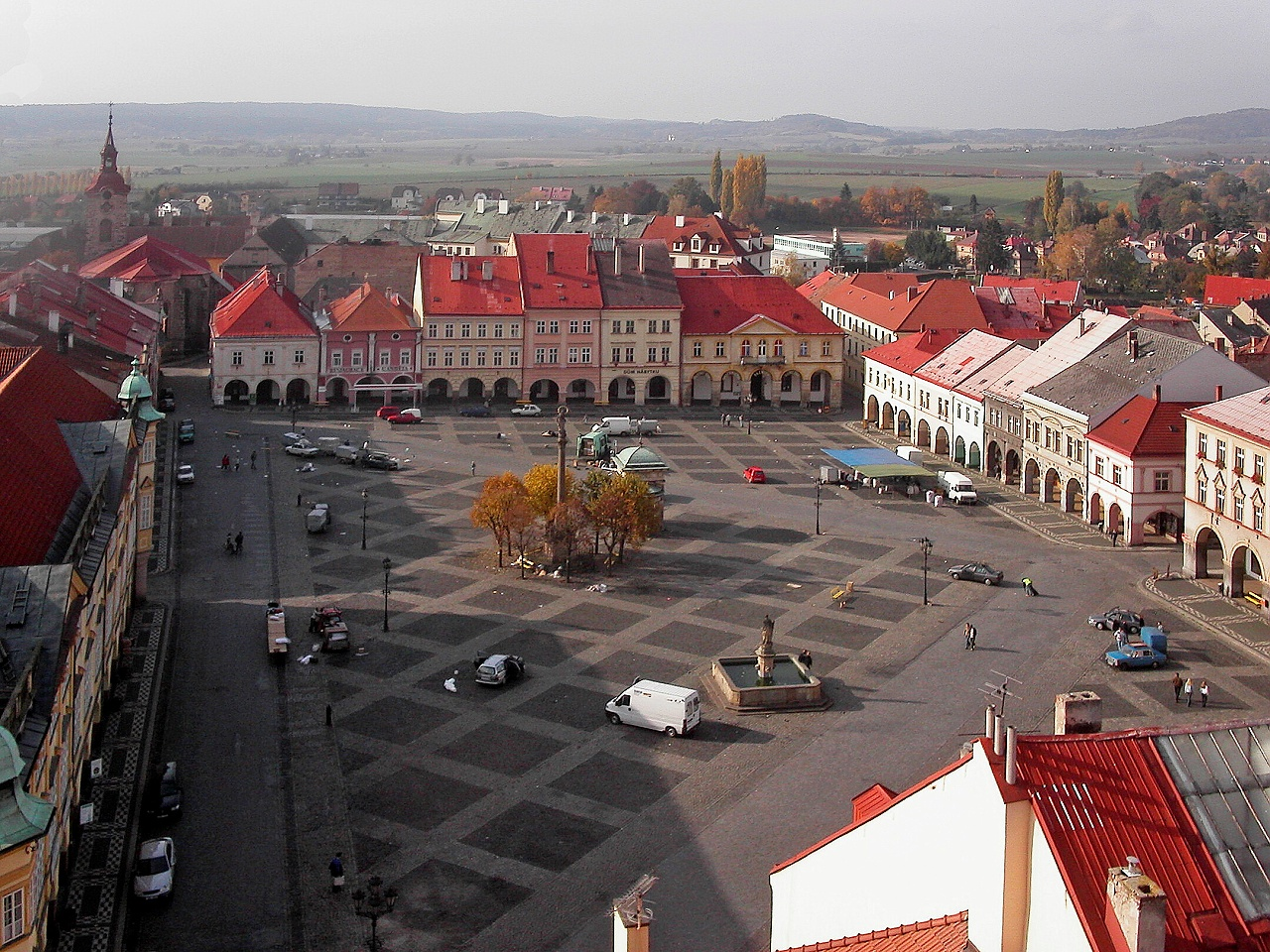

## توأمة
ليتشين اتفاقيات توأمة مع كل من:
- King's Lynn [الإنجليزية]‏
- فايك باي ديورستيده
- إرباخ إم أودنفالد
- كونيغزيه

## أعلام
- كارل كراوس
- ريتشارد تومالا

## اقرأ أيضاً
- مقاطعة يتشين